# Samsung GT-S3650
Samsung S3650, conhecido como Samsung Corby ou Genio Touch, é um celular lançado pela Samsung em outubro de 2009.

## Especificações Técnicas
- Câmera digital de 2.0 megapixel
- Filmadora digital de 2.0 megapixel
- Acesso a redes sociais como Facebook e MySpace
- Mp3 player
- Tela touchscreen
- Rádio FM
- Gravador de voz
- Identificador de música
- Bluetooh 2.1
- Uma capa preta e mais duas capas coloridas, uma simples e a outra estilizada.
- USB (com cabo próprio, fornecido junto com o aparelho) [carece de fontes?]